# SK Prometej Dnieprodzierżyńsk
SK Prometej Dnieprodzierżyńsk (ukr. Спортивний клуб «Прометей» Дніпродзержинськ, Sportywnyj Kłub „Prometej” Dniprodzerżynśk) – ukraiński klub piłkarski z siedzibą w Dnieprodzierżyńsku w obwodzie dniepropietrowskim. Założony w 1947 roku jako Traktor Dnieprodzierżyńsk.

## Historia
Chronologia nazw:
- 1947—1952: Traktor Dnieprodzierżyńsk (ukr. «Тpактоp» Дніпродзержинськ)
- 1953—1961: Chimik Dnieprodzierżyńsk (ukr. «Хімік» Дніпродзержинськ)
- 1962—1966: Dniproweć Dnieprodzierżyńsk (ukr. «Дніпpовець» Дніпродзержинськ)
- 1967—1970: SK Prometej Dnieprodzierżyńsk (ukr. СК «Прометей» Дніпродзержинськ)

Drużyna piłkarska Traktor została założona w Dnieprodzierżyńsku w 1947 roku i reprezentowała Przydnieprowski Chemiczny Zakład.
W 1951 roku zespół startował w mistrzostwach obwodu dniepropietrowskiego. W 1952 zajął drugie miejsce w turnieju finałowym Mistrzostw Ukraińskiej SRR spośród drużyn amatorskich. Klub zmienił nazwę na Chimik Dnieprodzierżyńsk. W 1955 zajął piąte miejsce w turnieju finałowym Mistrzostw Ukraińskiej SRR spośród drużyn amatorskich.
W 1957 klub debiutował w Klasie B, strefie 2 Mistrzostw ZSRR. W 1962 przyjął nazwę Dniproweć Dnieprodzierżyńsk
W 1963 po reorganizacji systemu lig ZSRR klub spadł do Klasy B, ukraińskiej strefy 1. W 1967 klub zmienił nazwę SK Prometej Dnieprodzierżyńsk. 
W 1970 po kolejnej reorganizacji systemu lig ZSRR klub rozpoczął w Klasie B, ukraińskiej strefie 1, jednak po 2 spotkaniach z powodów finansowych zrezygnował z dalszych występów i został rozformowany.
Zakładowa drużyna amatorska później jeszcze występowała w rozgrywkach lokalnych na szczeblu miejskim dopóki nie przestała istnieć.

## Sukcesy
- 5 miejsce w Klasie B ZSRR, ukraińskiej strefie 2:

1962
- 1/64 finału Pucharu ZSRR:

1960, 1961

## Znani piłkarze
- / Anatolij Bohowyk
- / Wołodymyr Fedorenko
- / Wasyl Labyk
- / Ołeksandr Snytko

## Trenerzy od lat 50.
...
- 1952:  Aleksandr Gołowkin

...
- 1955:  Aleksiej Sokołow

...
- 1957:  Ołeksandr Szewcow
- 1958–1959:  Fedir Daszkow
- 1960:  Mychajło Didewycz
- 1961–1962:  Witalij Wackewycz
- 1963:  Serhij Hołod
- 1965:  Ołeksandr Szczanow
- 1966:  Wiktor Żylin
- 1967–1968:  Jurij Djaczenko
- 01.1968–06.1970:  Mykoła Zaworotny

## Inne
- Burewisnyk Dnieprodzierżyńsk
- Budiwelnyk Dnieprodzierżyńsk
- Prometej Dnieprodzierżyńsk
- Stal Dnieprodzierżyńsk